# Rikako Ikee
Rikako Ikee (Japans: 池江璃花子, Ikee Rikako) (Tokio, 4 juli 2000) is een Japans zwemster. Ze vertegenwoordigde Japan op de Olympische Zomerspelen 2016 in Rio de Janeiro. Ikee is houdster van de Japanse nationale records op de 50 meter vrije slag en 100 meter vlinderslag. In september 2018 won ze op de Aziatische Spelen 2018 in Jakarta een recordaantal van acht medailles, waarvan zes goud.

## Carrière

### Debuut op wereldpodium in 2015
Ikee maakte haar debuut op het wereldpodium in 2015, toen ze zich als veertienjarige kwalificeerde voor de wereldkampioenschappen zwemmen in het Russische Kazan. Ze was de eerste Japanse zwemmer sinds 2001 die zich als middelbare scholier plaatste voor de wereldkampioenschappen. Op de 50 meter vlinderslag zwom ze haar eerste individuele WK-nummer: ze eindigde als negentiende in de series en miste op enkele honderdsten de halve finales. Kort na haar debuut op de wereldkampioenschappen nam Ikee deel aan de wereldkampioenschappen zwemmen voor junioren, waar ze zowel de 50 meter als 100 meter vlinderslag won. Op beide nummers zette ze een nieuw kampioenschapsrecord neer. In oktober 2015 nam Ikee deel aan de wereldbekerwedstrijden in eigen land. Hier won ze de 100 meter vlinderslag, een van haar favoriete nummers, met een tijd van 57.56, een nieuw Japans record. Ikee won een dag later ook de 50 meter vlinderslag: ze zwom een nieuw wereldjeugdrecord.

### Olympische Zomerspelen 2016
In januari 2016 zwom Rikako Ikee een nieuw nationaal record op de 100 meter vrije slag. Met een tijd van 53.99 was ze de eerste Japanse zwemster die de barrière van 54 seconden doorbrak. Een maand later verbeterde ze zowel het Japans record als het wereldjeugdrecord op de 50 meter vrije slag. Na haar resultaten begin 2016 gaf Ikee zelf, aan de vooravond van de nationale kwalificaties voor de Olympische Zomerspelen 2016, aan dat ze zichzelf had verbaasd met het verbreken van de (inter)nationale records. Ze wilde zich plaatsen voor de Spelen van Rio en de wereldkampioenschappen een jaar later, maar keek ook verder vooruit: ze gaf aan al te kijken naar de Spelen van 2020 in haar geboortestad, waar ze voor goud zou willen gaan. Bij de nationale kwalificaties in april 2016 plaatste Ikee zich voor de Spelen. Ook scherpte ze haar eigen nationaal record op de 100 meter vlinderslag aan. In totaal kwalificeerde ze zich voor vier individuele onderdelen.
In het olympische zwemtoernooi nam Ikee in totaal aan zeven onderdelen deel, een recordaantal: naast de vier individuele nummers zwom ze ook mee in drie estafettes. Op de eerste dag van het zwemtoernooi kwam ze in actie op de 100 meter vlinderslag. Ikee zwom wederom een nieuw Japans record op de 100 meter vlinderslag en plaatste zich voor de halve finales. Ook in de halve finale (derde, 57.05) en de olympische finale (zesde, 56.86) zwom ze een nieuw nationaal record. Niet eerder zwom een Japanse zwemster onder de 57 seconden op dit nummer. Het was de beste prestatie van Ikee op de individuele nummers. Op de 4x100 meter vrije slag zwom ze met drie landgenotes in de series eveneens een Japans record, alvorens in de finale als achtste te eindigen.
In het naseizoen van 2016 zwom Ikee bij het wereldbekertoernooi in Tokio drie nieuwe wereldjeugdrecords op de korte baan. Op de wereldkampioenschappen kortebaanzwemmen 2016 in het Canadese Windsor won ze haar eerste twee WK-medailles. Zowel op de 50 meter als 100 meter vlinderslag won Ikee een bronzen medaille.

### Eerste wereldkampioenschappen in 2017
Ikee verbeterde haar nationaal record op de 50 meter vrije slag in februari 2017 met twee tienden van een seconde. Twee maanden later won Ikee vijf titels op de nationale zwemkampioenschappen. Niet eerder won een Japanse vrouw zoveel nationale titels op één kampioenschap. Op alle vijf onderdelen die ze won kwalificeerde Ikee zich tegelijkertijd voor haar eerste wereldkampioenschappen zwemmen, die in juli 2017 plaatsvonden in Boedapest.
In Boedapest nam Rikako Ikee, net als op de Spelen een jaar eerder, deel aan zeven nummers, waarvan vier individueel. Ook nu presteerde ze het beste op de 100 meter vlinderslag. In een tijd van 57.08 eindigde ze als zesde. Van de estafettenummers was de 4x100 meter vrije slag gemengde estafette het grootste succes: de Japanse mannen en vrouwen eindigden in de finale als vierde, ruim één seconde van het podium. Ikee domineerde de wereldkampioenschappen zwemmen voor junioren in augustus 2017 op de vrije slag en vlinderslag. Ze werd jeugdwereldkampioene op de 50 meter vrije slag met een kampioenschapsrecord, won goud op de 50 meter vlinderslag met een nationaal, wereldjeugd- en kampioenschapsrecord en won ook de 100 meter vlinderslag met een kampioenschapsrecord. Een maand later verbeterde Ikee opnieuw haar wereldjeugdrecord op de 50 vrij door in eigen land 24.33 te zwemmen.

### Goudoogst op Aziatische Spelen 2018
Op de Japanse kampioenschappen van april 2018 verbeterde Ikee opnieuw haar eigen nationaal record op haar beste nummer, de 100 meter vlinderslag, met een tijd van 56.58 – bijna drie tienden van een seconde sneller dan haar vorige record. Een dag later zwom ze er nog twee tienden af met een tijd van 56.38, waarmee ze de zevende zwemster aller tijden op dit onderdeel werd. Ze stak daarmee ook definitief de Canadese zwemster en leeftijdgenote Penny Oleksiak voorbij, die met 56.46 zilver pakte bij de voorgaande Olympische Spelen. In juni 2018 zwom Ikee twee nieuwe persoonlijke records in het Franse Canet-en-Roussillon. Haar 25.11 op de 50 meter vlinderslag was tegelijkertijd een nieuw Aziatisch record en haar nieuwe record op de 100 meter vrij was eveneens een Japans record.
Ikee behoorde tot de Japanse ploeg bij de Pan-Pacifische kampioenschappen zwemmen, die in augustus 2018 werden georganiseerd in Tokio. Op de 200 meter vrije slag won ze met een persoonlijk record het zilver achter de Canadese Taylor Ruck, maar voor Katie Ledecky. Op de 100 meter vlinderslag zwom ze met een nieuw Pan-Pacifisch kampioenschapsrecord naar de titel. Haar tijd, 56.08, was de snelste tijd op het nummer tot dat moment in het seizoen, en was daarmee sneller dan de tijden van de Zweedse wereldrecordhoudster Sarah Sjöström.
Voor de Japanse zwemmers vormden de Pan-Pacifische kampioenschappen een opmaat richting de Aziatische Spelen 2018, die plaatsvonden in Jakarta, Indonesië. Op dit toernooi won Ikee acht medailles, waarvan vier individueel goud, twee goud in estafettevorm en twee zilver in estafettevorm. Niet eerder won een zwemmer zes gouden medailles op de Aziatische Spelen, en niet eerder won een vrouwelijke sporter in welke sport dan ook zesmaal goud. De Noord-Koreaanse sportschutter So Gin-man won op de Aziatische Spelen 1982 zevenmaal goud en eenmaal brons; Ikee evenaarde wel zijn recordaantal van acht medailles. Met de estafetteploeg op de 4x100 meter zwom Ikee een Aziatisch en nationaal record; zijzelf zwom op de vlinderslagnummers nog twee Aziatische records, net als op de vrije slag. Na afloop van het toernooi werd Ikee uitgeroepen tot beste sporter van de Spelen, waaraan meer dan elfduizend atleten deelnamen.
Na afloop van de Aziatische Spelen gaf Ikee aan dat voor haar de focus nu ligt op de Olympische Zomerspelen 2020 in Tokio, waarvoor Japan een ambitieus doel van dertig gouden medailles heeft vastgesteld. Ikee wil daarbij met name opgaan voor de 100 meter vlinderslag, waarbij ze Sjöströms wereldrecord wil aanvallen. In december 2018 liet ze de wereldkampioenschappen kortebaan in China schieten, en opteerde in plaats daarvan voor een trainingsstage in Arizona, de Verenigde Staten.

### Diagnose van leukemie begin 2019
Ikee voelde zich ziek gedurende een trainingskamp in Australië begin februari 2019. Ze vloog terug naar Japan om aldaar door een medisch team onderzocht te worden. Op 12 februari maakte ze via Twitter bekend dat leukemie bij haar was vastgesteld. Noodgedwongen brak ze haar voorbereidingen op het komende seizoen, met de Olympische Zomerspelen in eigen land in 2020 in aantocht, af.

## Internationale toernooien
| jaar | Olympische Spelen | WK langebaan | WK kortebaan | Aziatische Spelen |
| ---- | --- | --- | --- | --- |
| 2015 | | 19e 50 m vlinderslag 9e 4×100 m vrije slag 7e 4×200 m vrije slag                                                                                             | | |
| 2016 | 36e 50 m vrije slag 12e 100 m vrije slag 21e 200 m vrije slag 5e 100 m vlinderslag 8e 4×100 m vrije slag 8e 4×200 m vrije slag 10e 4×100 m wisselslag | | 13e 50 m vrije slag · 4e 100 m vrije slag · 50 m vlinderslag · 100 m vlinderslag · 4x50 m vrije slag gemengd · 5e 4x100 m vrije slag · 5e 4×200 m vrije slag · 4e 4×100 m wisselslag | |
| 2017 | | 16e 50 m vrije slag 21e 100 m vrije slag 13e 50 m vlinderslag 6e 100 m vlinderslag 7e 4×100 m vrije slag 5e 4×200 m vrije slag 4e 4×100 m vrije slag gemengd | | |
| 2018 | | | geen deelname | 50 m vrije slag · 100 m vrije slag · 50 m vlinderslag · 100 m vlinderslag · 4×100 m vrije slag · 4×200 m vrije slag · 4×100 m wisselslag · 4x100 m wisselslag gemengd |

## Persoonlijke records
Langebaan
| Afstand           | Tijd    | Datum             | Plaats              |
| ----------------- | ------- | ----------------- | ------------------- |
| 50 m vrije slag   | 24,33   | 15 september 2017 | Ehime               |
| 100 m vrije slag  | 53,10   | 10 juni 2018      | Canet-en-Roussillon |
| 200 m vrije slag  | 1.54,85 | 9 augustus 2018   | Tokio               |
| 50 m vlinderslag  | 25,11   | 10 juni 2018      | Canet-en-Roussillon |
| 100 m vlinderslag | 56,08   | 11 augustus 2018  | Tokio               |

Kortebaan
| Afstand           | Tijd    | Datum            | Plaats   |
| ----------------- | ------- | ---------------- | -------- |
| 50 m vrije slag   | 23,95   | 21 december 2017 | Lausanne |
| 100 m vrije slag  | 52,11   | 20 december 2017 | Lausanne |
| 200 m vrije slag  | 1.57,76 | 28 oktober 2014  | Tokio    |
| 50 m vlinderslag  | 25,06   | 20 december 2017 | Lausanne |
| 100 m vlinderslag | 55,64   | 21 december 2017 | Lausanne |
| 100 m vlinderslag | 55,64   | 11 december 2016 | Windsor  |